# Bahnhof Basel SBB

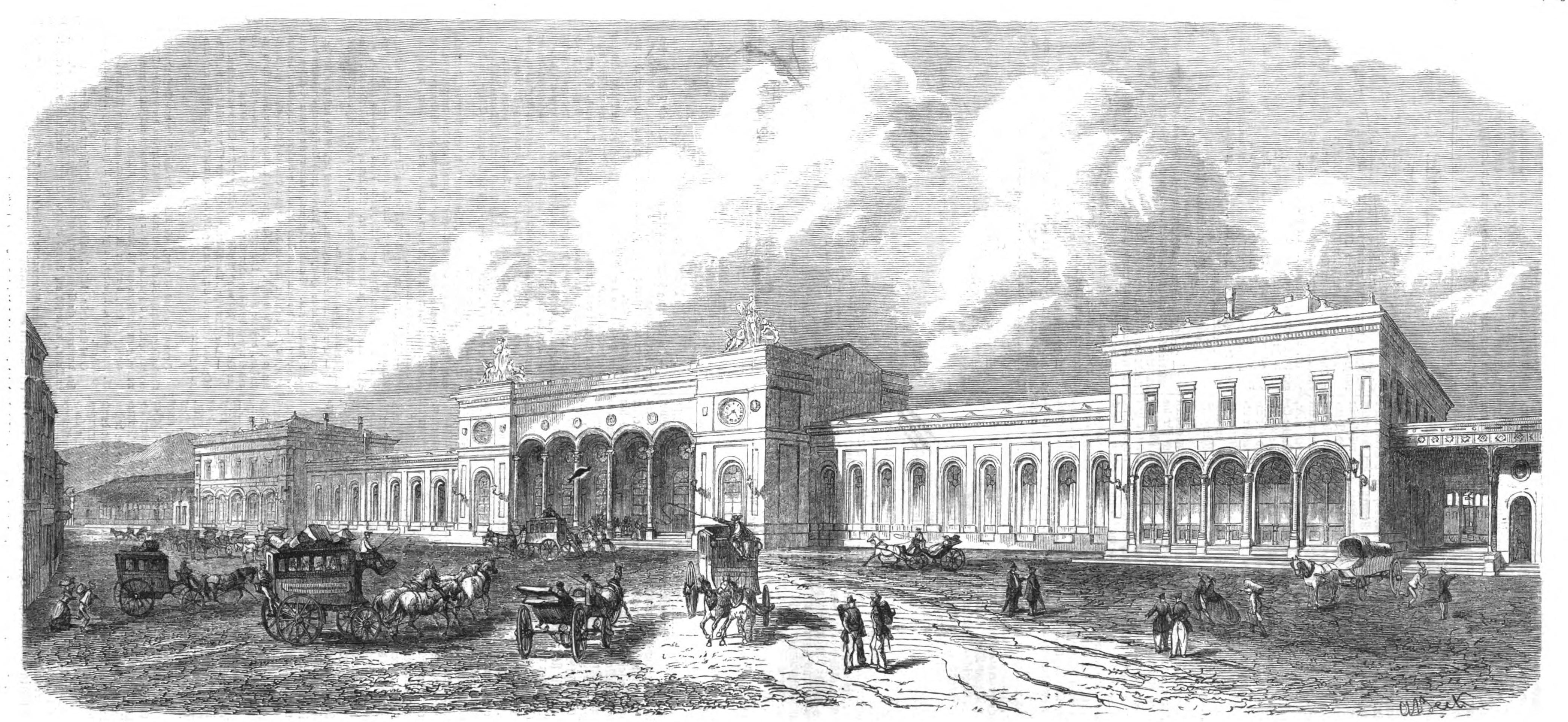
Centralbahnhof 1861 (Zeichnung von August Beck)

Basel Zentralbahnhof 1913

Der Bahnhof Basel SBB (auch Centralbahnhof oder Schweizer Bahnhof genannt) ist der grösste Grenzbahnhof Europas sowie der grösste und wichtigste Bahnhof der Stadt Basel. Es fahren Züge in die Schweiz, nach Italien und nach Deutschland sowie die TGVs nach Frankreich. Regionalzüge ins Elsass fahren von Basel SNCF, dem elsässischen Bahnhof, der dem Bahnhof SBB angegliedert ist, aber über eine eigene Bahnsteighalle mit eigenen Gleisen verfügt und durch eine Zollschranke vom Bahnhof SBB getrennt ist. Ein Grossteil der Fernverkehrszüge sowie eine S-Bahn-Linie und einzelne andere Nahverkehrszüge nach Deutschland enden oder beginnen hier. Sie halten zusätzlich im Badischen Bahnhof, dem zweitgrössten Bahnhof der Stadt, welcher von der Deutschen Bahn betrieben wird.
Das repräsentative Gebäude mit neobarocker Fassade wurde zwischen 1905 und 1907 von Emil Faesch und Emanuel La Roche erbaut.
Mit durchschnittlich rund 140'000 Bahnhofbenutzern pro Werktag war Basel SBB 2023 auf Platz fünf der meistfrequentierten Bahnhöfe der Schweiz.

## Lage
Das Bahnhofareal liegt am südlichen Stadtrand in einem langgezogenen Gebiet zwischen dem Zoologischen Garten im Westen und der Brüglinger Ebene im Osten. Beim Bahnhofareal laufen die Grenzen von vier Stadtteilen zusammen; gemäss Statistischem Amt wird das Areal aber auf zwei Stadtteile aufgeteilt: der Bahnhof selber befindet sich im Stadtteil Gundeldingen, die meisten Gleise im Osten (Güterbahnhof) sowie der Centralbahnplatz vor dem Bahnhof (inklusive BIZ-Turm) werden dem St. Alban-Quartier zugerechnet. Die Elisabethenanlage vor dem Centralbahnplatz gehört bereits zu den Vorstädten, während die Markthalle gegenüber dem französischen Bahnhof noch zum Ring-Quartier gehört.

## Geschichte
Die erste Eisenbahn, die Chemin de fer Strasbourg-Bâle (StB), erreichte Basel im Jahr 1844. 1845 baute die Elsässerbahn den ersten Bahnhof auf Stadtgebiet, innerhalb der Stadtmauern. Basel war damit als erste Schweizer Stadt durch das neue Verkehrsmittel erschlossen (siehe auch Bahnhof Basel SNCF). Nach der Ankunft der Eisenbahn wurde in Basel leidenschaftlich über das Für und Wider der Eisenbahn und über eine Fortsetzung der Bahn in das Mittelland und zum Gotthard diskutiert. Von Norden näherte sich zudem die Rheintal-Eisenbahnlinie von Mannheim–Karlsruhe der Rheinstadt und erreichte 1851 Haltingen (einen Ortsteil von Weil am Rhein) an der Schweizer Grenze. 1855 wurde der erste Badische Bahnhof in Basel bei der heutigen Mustermesse eröffnet. Vor 1858 bestand kein Bahn-Anschluss Basels in andere Regionen der Schweiz.
1853 wurde in Basel die Eisenbahngesellschaft «Schweizerische Centralbahn» (SCB) gegründet, mit dem Zweck, einen Anschluss der Stadt Basel an die Wirtschaftszentren der Mittellandkantone herzustellen und später vielleicht auch die Verkehrsachse von Luzern zum Gotthard auszubauen. Die Viaduktstrasse in Basel – inklusive des Viaduktes, welches an den Parkplatz des Basler Zoos angrenzt – war bis 1902 das Trassee der damaligen Elsässerbahn. Heute dient das Viadukt den Tramlinien 1 und 8 sowie dem Autoverkehr. Eine Plakette am Brückengeländer erinnert daran.

### Provisorischer Bahnhof der «Schweizerischen Centralbahn» von 1854
Im Jahr 1854 begannen die Bauarbeiten an der künftigen Stammlinie durch den Hauenstein. Bis zur Eröffnung des ersten Streckenteils von Basel nach Liestal blieb die kontrovers diskutierte Frage des Standortes und der Gestaltung des Basler Bahnhofs noch ungelöst. Um den Bahnbetrieb am 19. Dezember 1854 dennoch aufnehmen zu können, errichtete die Centralbahn an der Engelgasse/Lange Gasse ein einfaches Provisorium in Holzbauweise nach Plänen des Direktionsarchitekten Ludwig Maring. Am Eröffnungstag waren bis auf die hölzerne Bahnhalle die Hochbauten erstellt. Dieser bescheidene, mit behelfsmässigen Einrichtungen versehene Bahnhof bestand aus einzelnen Gebäuden und wurde während knapp sechs Jahren benützt. Die Bahnanlage bestand aus dem Aufnahmegebäude, einem Güterschuppen, einer Wagen- und Lokomotivremise und einer Drehscheibe am Gleisende. Da das Aufnahmegebäude auf der Nordostseite neben den Gleisanlagen stand, galt der Bahnhof nicht als Kopfbahnhof. Der Bahnhof bildete nur den Ausgangspunkt der Strecken der SCB und hatte weder einen Anschluss an den von 1845 bis 1860 bestehenden französischen Bahnhof beim heutigen Biozentrum noch an den im Jahre 1855 erstellten Badischen Bahnhof der Rheintalbahn bei der heutigen Mustermesse.

### «Centralbahnhof» von 1860
Am 29. Juni 1857 stimmte der Grosse Rat von Basel dem Bau einer Verbindung der französischen Linie mit der Centralbahn und dem Bau eines durchgehenden Bahnhofs auf dem Feld vor dem Elisabethen-Bollwerk zu. Die Kosten des Landkaufs trug die Stadt. Anfang 1859 begann die SCB mit den Bauarbeiten der von Maring entworfenen Bahnhofanlagen, der neben dem Personenbahnhof den gegen das Gundeldingerquartier versetzten Güterbahnhof und zwei Lokomotivremisen umfasste. Eine Lokomotivenhalle war für die SCB, die andere für die französische Ostbahn bestimmt.
Am 4. Juni 1860 wurde der Bahnbetrieb im neuen Basler «Centralbahnhof» aufgenommen. Es dauerte aber noch bis Mai 1861, bis alle Einrichtungen vollständig waren. Die Architektur des Bauwerks fand in ganz Europa Beachtung:

„Von den drei Bahnhöfen, welche Basel seit einigen Jahren besitzt, ist der schweizerische Centralbahnhof erst in diesem Jahre vollendet worden. Die in jeder Beziehung großartige Anlage desselben, die stilvolle Durchführung des Plans weisen ihm einen Platz unter den prachtvollsten öffentlichen Bauwerken nicht blos der schweiz, sondern Europas an. Im Innern zeichnet sich besonders die Halle für die Billetausgabe und Gepäckannahme durch schöne schwungvolle Gliederung und elegante Ausschmückung aus. Auch Paris und München besitzen ähnliche Hallen von großer Schönheit, doch können sie sich mit der baseler Halle nicht messen. Letztere ist mit Wandgemälden von schweizer Landschaften geziert, äußerst geräumig, außerordentlich hoch und – ein besonderer Vorzug vor ähnlichen Räumen – heizbar. Der schweizerische Centralbahnhof liegt zwischen dem Aeschenthor und dem St. Albansthor und ist ungefähr 25 Minuten von der Rheinbrücke entfernt.“

Der Bahnhof war ein Gemeinschaftsbahnhof. Das zentrale Aufnahmegebäude stand mit seiner nördlichen Front gegen den neu geschaffenen Centralbahnplatz. Rechts und links davon lagen die Einsteigehallen mit je zwei Gleisen, nach Osten für die schweizerischen Züge und nach Westen für die französischen. Auf der Südseite, dem Aufnahmegebäude gegenüber, befanden sich der Güterschuppen und zwei grosse Lagerhäuser mit Zufahrt von der Güterstrasse. Über dem Haupteingang befanden sich Medaillons mit Büsten der Wissenschaftler Laplace, Newton, Humboldt und Euler sowie bekrönende Figurengruppen Merkur und Industrie, geschaffen 1863 von Heinrich Rudolf Meili. Im 1859 dafür ausgeschriebenen Wettbewerb hatte sich auch der damals in Rom tätige Ferdinand Schlöth beteiligt.
Weitere Veränderungen für den Centralbahnhof von Basel erlaubten in den darauf folgenden Jahren die Bewältigung des markant steigenden Verkehrsaufkommens:
- Am 3. November 1873 wurde die Verbindungsbahn zwischen dem Badischen Bahnhof und dem «Centralbahnhof» in Basel dem Betrieb übergeben.
- Am 2. August 1875 öffnete die von der Centralbahn und der Nordostbahn als Gemeinschaftswerk erbaute Bözberglinie via Pratteln und Rheinfelden eine neue Strecke zwischen Basel und Zürich.
- Seit dem 25. September 1875 bildete die Jurabahn mit den Linien nach Biel/Bienne und Delle, mit dem Treffpunkt in Delsberg, eine Verbindung von Basel in die Westschweiz und in die Franche-Comté.

Bei dem zusätzlichen Verkehr genügte die Kapazität des «Centralbahnhofs» nicht mehr. Als erste Entlastungsmassnahme wurde das Zerlegen und Bilden von Güterzügen in den am 10. März 1876 eröffneten provisorischen Rangierbahnhof auf das freie Feld «auf dem Wolf», östlich des Bahnhofs, verlegt. Um diese Zeit begannen Gespräche mit dem Ziel, die für den Stadtverkehr hinderlichen Bahnübergänge an der Elsässerbahn und im «Centralbahnhof» durch eine Tieferlegung der Bahn und durch Strassenüberführungen zu ersetzen. Schon 1874 baute man für die Fussgänger provisorische, hölzerne Passerellen bei der Margarethenstrasse und der Heumattstrasse, die später durch Eisenkonstruktionen ersetzt wurden. Seit 1879 führte die Pfeffingerstrasse im Bereich der heutigen Peter-Merian-Brücke unter dem Bahnhof hindurch.
Die ursprüngliche Holzkonstruktion der Haupthalle von 1860 im Schweizer Chaletstil ist bis auf einige der originalen Holzornamente erhalten. Sie wurde gegen Ende des 20. Jahrhunderts in zerlegter Form wiederentdeckt und durch den Dampfbahn-Verein Zürcher Oberland in Bauma am dortigen Bahnhof wieder aufgebaut, wobei die fehlenden Originalteile neu gefertigt wurden.
Nach der Volksabstimmung über die Verstaatlichung der Bahnen in der Schweiz 1898 beschloss der Bundesrat ...
- den Bau eines neuen Centralbahnhofs an der bisherigen Stelle,
- das Absenken der ganzen Anlage um 2,7 Meter,
- die Verlegung der Elsässerlinie in Tieflage, in einem weiten Bogen um die Stadt,
- die Verlegung des gesamten Güter- und Lagerhausbetriebes nach dem provisorischen Rangierbahnhof Wolf.

### Provisorischer «Centralbahnhof» von 1902
Das definitive Projekt für einen neuen «Centralbahnhof» in Basel wurde 1899 ausgearbeitet. Am 16. März 1900 erteilte der Bundesrat den Plänen die Zustimmung, diese sahen das Tieferlegen des gesamten Bahnhofgebietes und der Zufahrtslinien vor. Zuerst wurde der Güterverkehr nach dem Bahnhof Wolf verlegt, und am 12. Mai 1901 wurde die in Tieflage und in einem weiten Bogen geführte Elsässerbahn eröffnet.
Auf dem freigewordenen, abgesenkten Gebiet südlich des Bahnhofs wurde darauf der provisorische Bahnhof gebaut und am 2. Juni 1902 in Betrieb genommen. Die Erschliessung erfolgte ebenfalls von Süden, von der Güterstrasse her. Hierzu wurden nicht nur verschiedene Strassen verlängert, sondern auch zwei Strassenbahnlinien. Das Provisorium blieb bis zum 24. Juni 1907 in Betrieb, die provisorischen Anlagen und Zufahrten wurden daraufhin abgebaut und die beiden Tramlinien in der Güterstrasse durchgebunden. Etwa an der Stelle der Zufahrtsstrasse entstand die Bahnhofsunterführung ins Gundeldingerquartier. 1902–1903 wurde der alte Bahnhof abgebrochen.

### Bahnhof Basel SBB von 1907

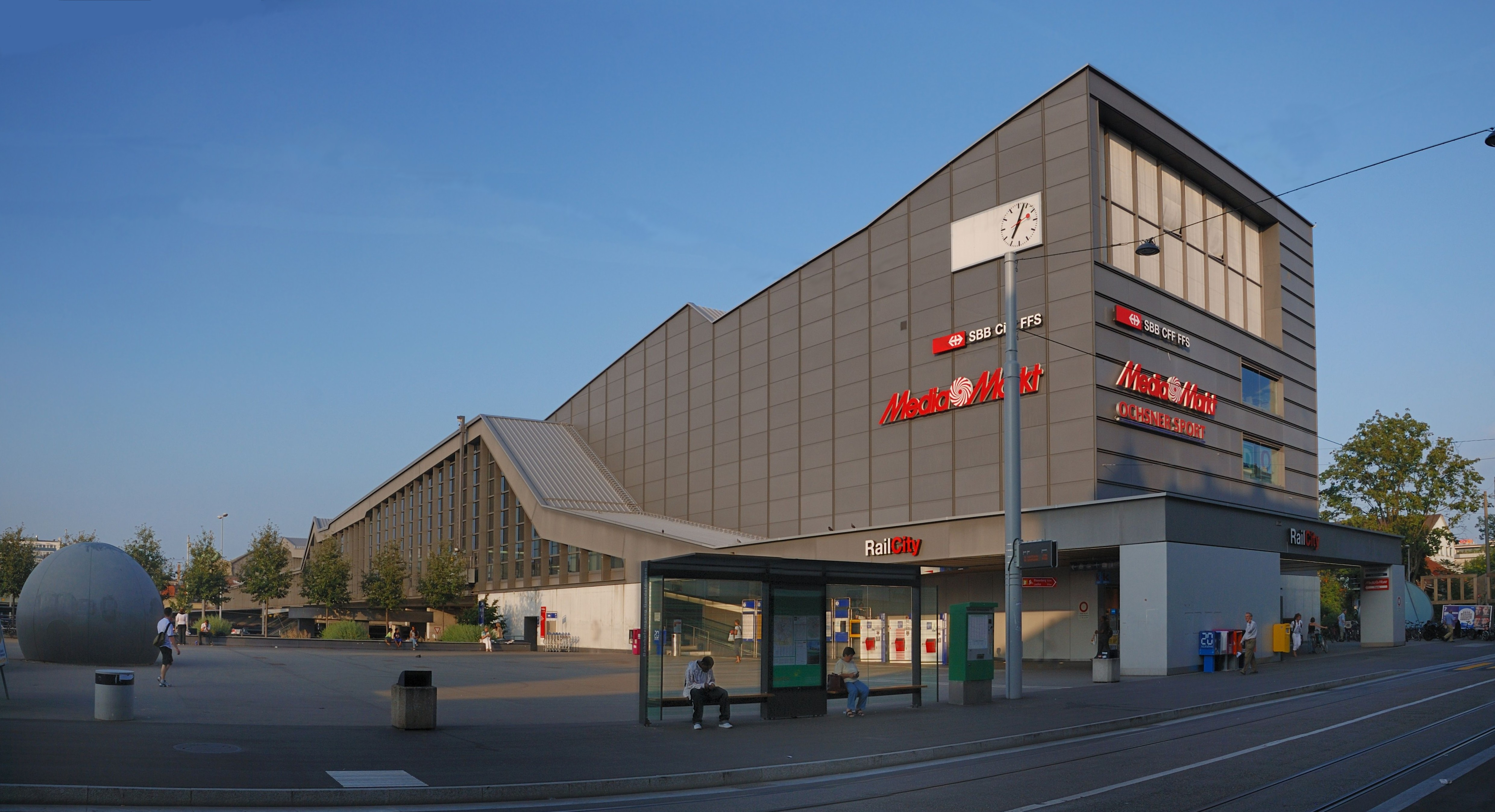
Die Passerelle des Bahnhofs SBB

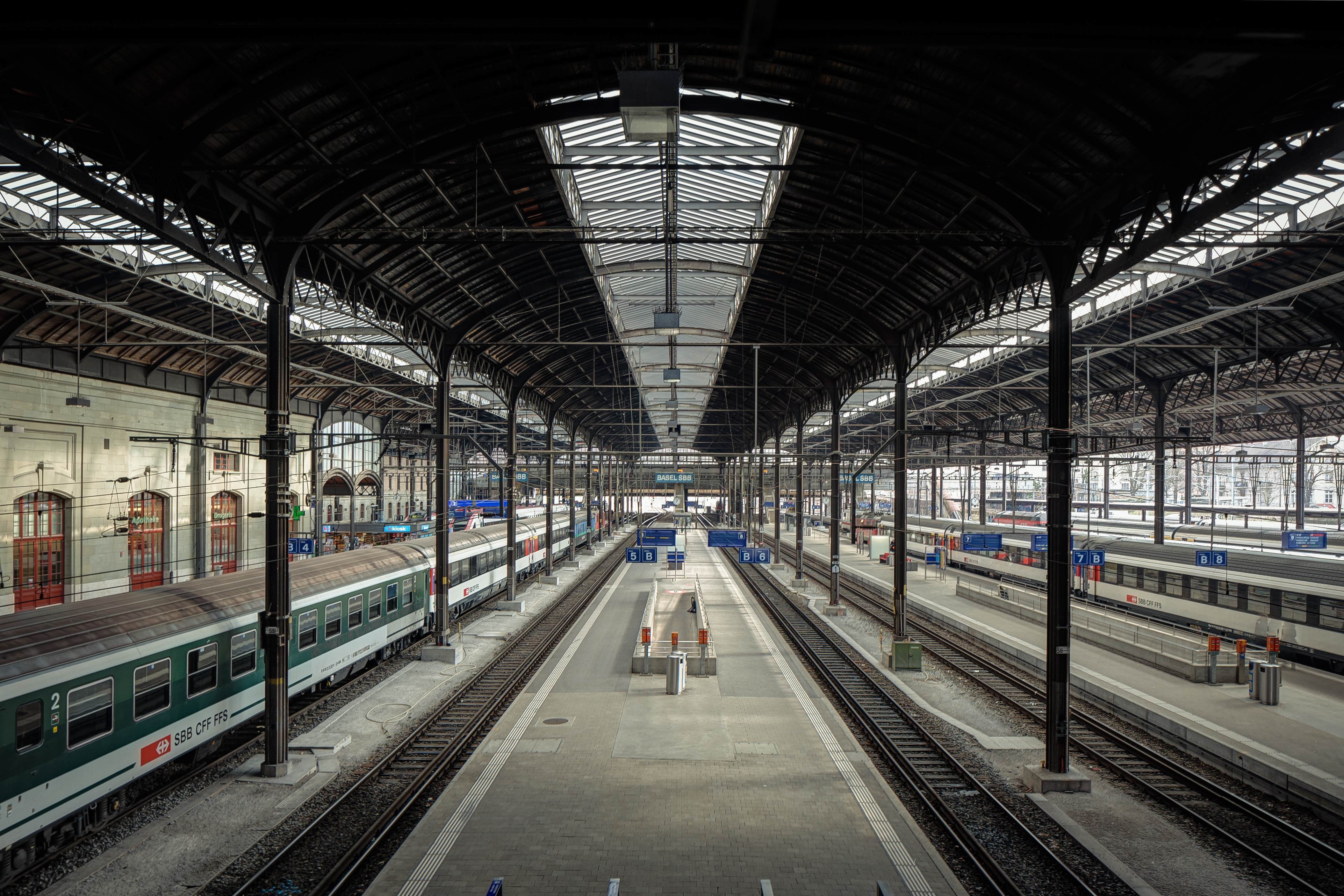
Das Innere der fünfgliedrigen Bahnhalle

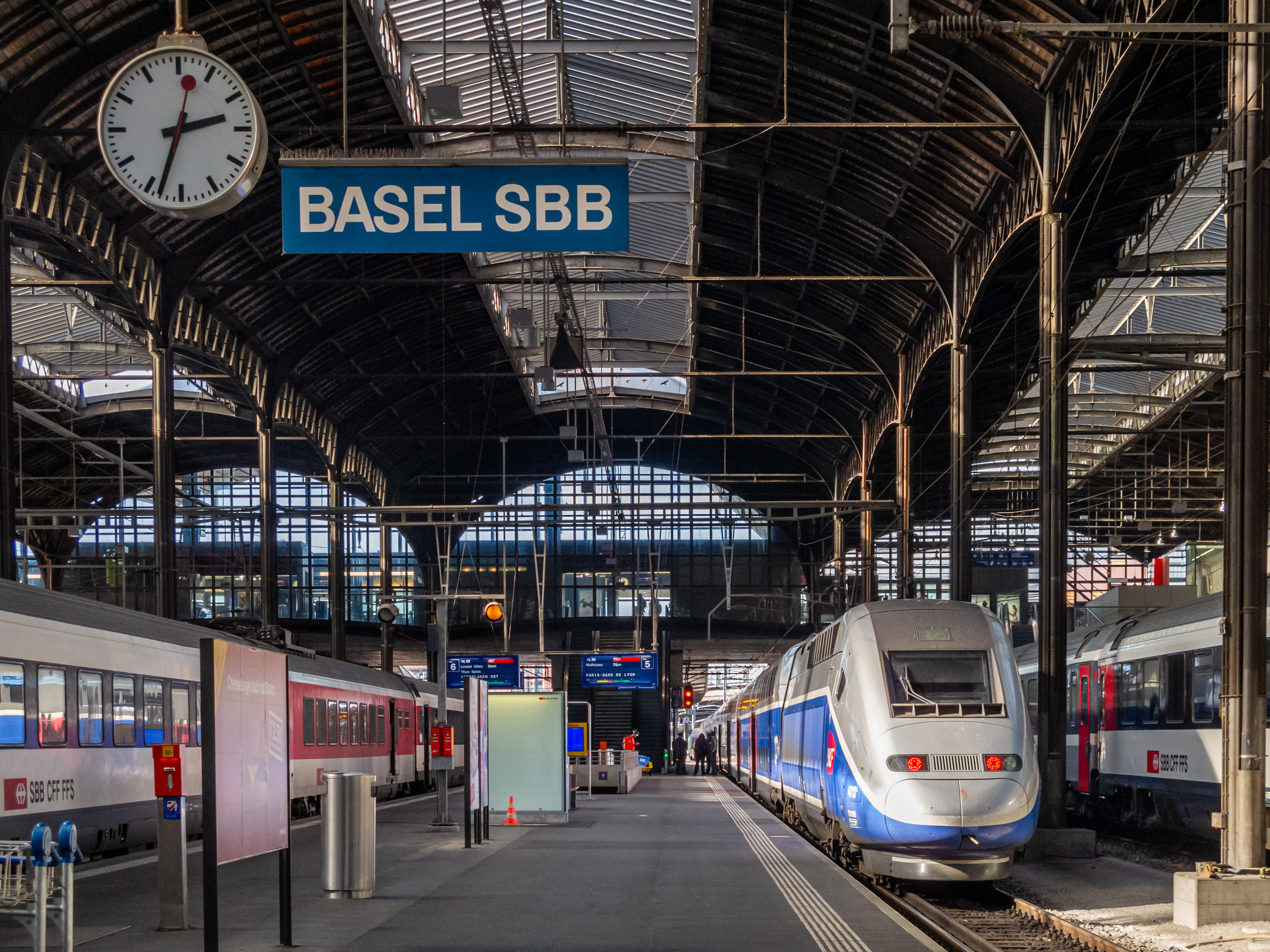
Basel-SBB-Bahnsteighalle mit TGV und SBB EW IV

1902 ging die «Schweizerische Centralbahn» in die neu geschaffenen Schweizerischen Bundesbahnen (SBB) über. Der neue Bahnhof, der seither als «Schweizer Bundesbahnhof» bzw. «Basel SBB» bezeichnet wird, gehörte zu den ersten grossen Bauwerken der SBB. Der von Emil Faesch und Emanuel La Roche entworfene neue Bahnhof Basel SBB wurde am 24. Juni 1907 dem Betrieb übergeben. Das Bahnhofgebäude zeichnet sich durch seine ausserordentliche Länge aus, da auf seiner Westseite der Bahnhof Basel SNCF mit seiner Zollanlage für den internationalen Umsteigeverkehr «angehängt» ist.
Der asymmetrische Grundriss des Bahnhofs zeigt nach aussen das für die damalige Zeit repräsentative Aussehen der Bundesbauten. Die Innenräume sind weit und hoch gebaut. Das Aufnahmegebäude ist auf die Mittelachse des Centralbahnplatzes ausgerichtet und zeigt ein riesiges verglastes Tudorbogenfenster zwischen zwei Uhrtürmen unter geschweiften Hauben. Hinter der Fassade könnte man einen Kopfbahnhof vermuten, was aber in Basel nicht der Fall ist. Durch die Eingänge in den Uhrentürmen erreichen die Reisenden die Schalterhalle unter einer mit Holz ausgelegten Stahlbogenkonstruktion. Grosse Wandbilder aus den 1920er Jahren werben für die touristischen Ziele in der Schweiz. Es sind Darstellungen des Silsersees, von Gstaad, des Jungfraujochs und des Matterhorns. Geschaffen haben sie Hans Beat Wieland (1867–1945), Werner Miller (1892–1959), Ernst Hodel junior (1881–1955) sowie Ekkehard Kohlund (1887–1974). Das grösste ist auch von Ernst Hodel junior (1927), misst fünf mal fünfzehn Meter und zeigt den Vierwaldstättersee. Die Billett- und Geldwechselschalter sind in der platzseitigen Wand eingelassen. Früher fand man hier auch die Gepäckaufgabe und Handgepäckaufbewahrung, heute sind diese Nebenleistungen mittels Rolltreppe und Treppe im Untergeschoss zu finden. Im Ostteil befand sich an der Stelle des jetzigen Reisezentrums die Gepäckausgabe. Im Westflügel befanden sich die Restaurants erster/zweiter Klasse (jetzt Migros) sowie der dritten Klasse (jetzt Kiosk). Der Bahnhof war berühmt für seine Bahnhofbuffets. Diese wurden in den 1990er Jahren schrittweise aufgegeben und die Gewerbefläche im Gebäudeteil durch Einbauten erhöht. Zwischen 2017 und 2021 wurde der Westflügel des Bahnhofgebäudes für rund 100 Millionen Schweizer Franken renoviert und in Abstimmung mit dem Denkmalschutz in Anlehnung an den Originalzustand zurückversetzt. Neben modernisierten Laden- und Gastronomieflächen im Erdgeschoss wurde auf rund 1000 m² ein neues Untergeschoss für die Migrosfiliale gebaut. Der Bahnhof SNCF ist seit dem Umbau wieder direkt und einfach durch die neu gestaltete Halle erreichbar.
Die Bahnsteigzuteilung entsprach anfänglich noch dem Privatbahnzeitalter, weil die Bahnsteigbenutzung nach Richtungen getrennt war. Der Bahnhof besass ursprünglich 10 Gleise, von denen die drei Kopfgleise 1 bis 3 früher für den Lokalverkehr reserviert waren. Die Gleise 1 bis 10 werden von einer fünfschiffigen Bahnhalle überspannt. Die Halle wurde 1905 von der Firma Buss AG aus Pratteln bei Basel erstellt und weist eine Breite von 93 Meter und eine Länge von 120 Meter (Gleise 1/2), 230 Meter (Gleise 3/4) bzw. 200 Meter (Gleise 5 bis 10) auf. Das Gleis 4 ist bis zum französischen Bahnhof durchgehend und geht dort in das Gleis 30 über, bei dem die Oberleitung von der Spannung des französischen Fahrstroms von 25'000 Volt 50 Hertz auf die schweizerische von 15'000 Volt 16,7 Hertz umgeschaltet werden kann. Auf der südlichen Seite des Bahnhofs befindet sich eine Doppelspurlinie in tieferer Lage, die den Rangierbahnhof Basel-Muttenz mit der französischen Stammlinie verbindet und hauptsächlich durchgehenden Güterzügen dient.

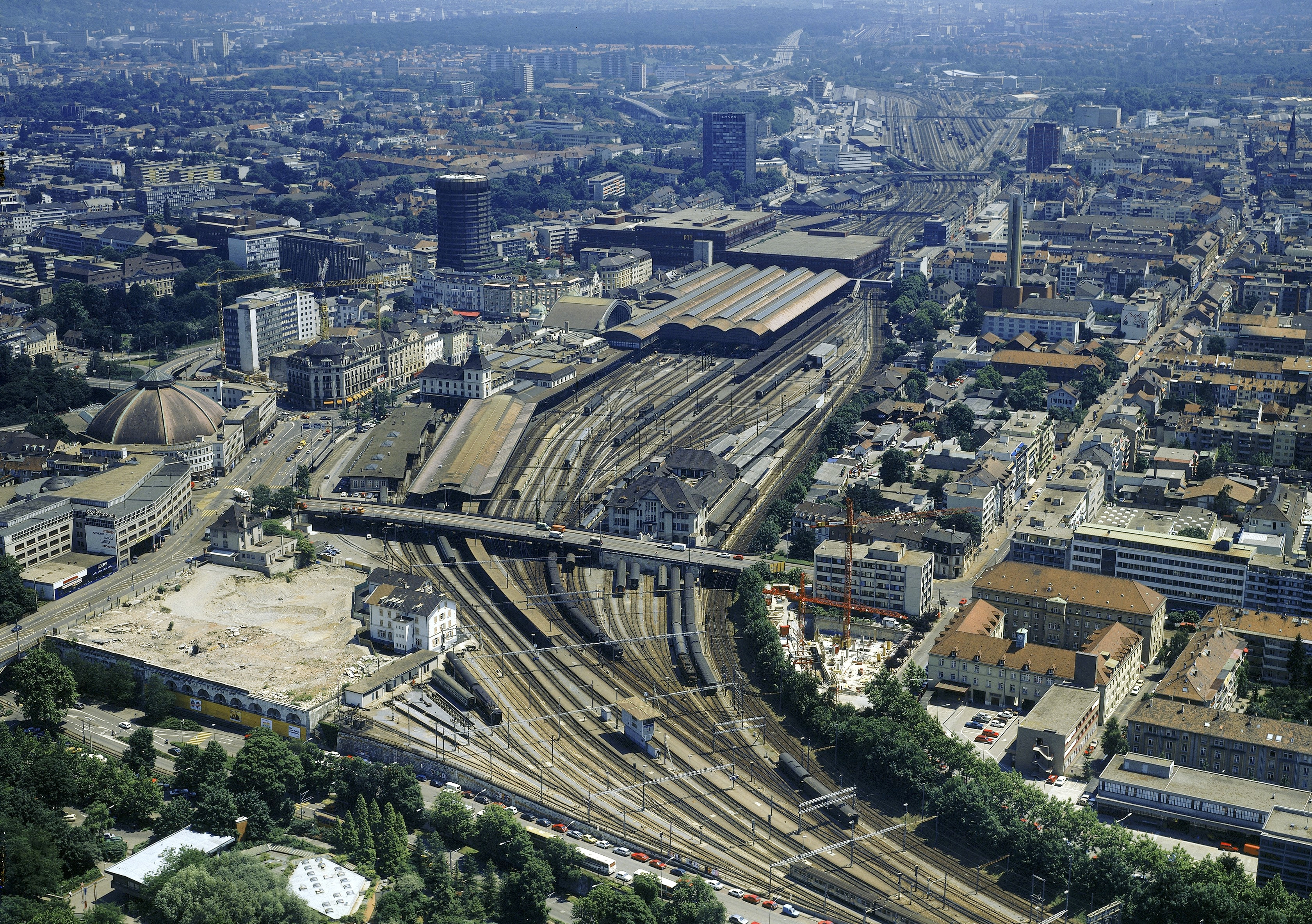
Luftbild des Bahnhofs Basel SBB von Westen (1988)

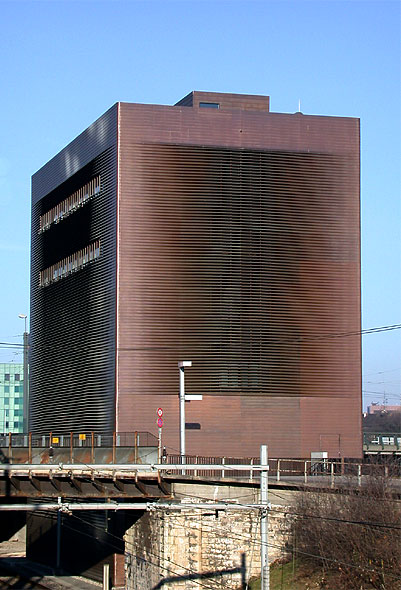
Das neue Stellwerk der SBB in Basel

Seit 1878 gab es in unmittelbarer Nähe des Badischen Bahnhofs ein Fahrposttransitbüro, dessen Aufgabe die Abwicklung des Postverkehrs mit der Deutschen Reichspost war. Etwa zur selben Zeit übernahm der Centralbahnhof die Stückauswechslung mit Frankreich, Belgien, Grossbritannien sowie dem Elsass. Für diese Aufgabe wurde dann 1907 ein Pakettransitbüro geschaffen. Das Fahrposttransitbüro hatte im Jahr 1912 einen Gesamtverkehr von nahezu 3,5 Millionen Stücken. Dieses Verkehrsvolumen war zu gross für die alten Räume im Badischen Bahnhof. Deshalb wurde dafür von 1911 bis 1913 ein neues Gebäude im Bahnhof Basel SBB gebaut, welches eine Insel innerhalb des Bahnhofs darstellt. Zu dem neuen Postgebäude führten sieben eigene Abstellgleise.
Am 13. September 1913 wurde das Transitbüro beim Badischen Bahnhof mit dem Pakettransitbüro im Bahnhof Basel SBB zusammengelegt. Die neue Poststelle Basel 17 Transit bekam ein eigenes Gebäude mit separaten Abstellgleisen im Bahnhof Basel SBB und umfasste ein Post- und Zollamt. Es bestand eine enge Zusammenarbeit mit der Deutschen Reichspost. Beide Seiten einigten sich auf ein gemeinsames Amt innerhalb der Poststelle Basel 17 Transit. In diesem übernahm die PTT die Verwaltung für die Dienste beider Länder und verrichtete Arbeiten, die ausschliesslich im Interesse der Deutschen Reichspost lagen. Die Reichspost betrieb lediglich ein kleines Rechnungsbüro.
Wegen der Tieferlegung der Gleise war es schwierig, den Bahnhof mit weiteren Gleisen zu erweitern. Es gelang, auf der Südseite die Bahnsteiganlage mit den zusätzlichen Gleisen 11 und 12, mit einer Verlängerung der Personenunterführung zum Gundeldingerquartier, und 2003, beim Bau der  Passerelle, mit den Gleisen 14 und 15 zu ergänzen. Damit konnte die Kapazität im Zusammenhang mit der Einführung des Taktfahrplanes von 1982 und der Bahn 2000 erhöht werden. Im Juni 2008 wurden schliesslich die Gleise 16 und 17 in Betrieb genommen.

Lokschau zum 125-jährigen Bestehen des Bahnhofs im Jahre 1985

Im Jahr 1985 wurde das 125-jährige Bestehen des Bahnhofs mit einem grossen Bahnhoffest gefeiert, zu dem eine Lokomotivschau im Güterbahnhof Wolf, eine Tramparade auf den Centralbahnplatz, eine Ausstellung von Personenwagen in der Bahnhofshalle und eine Lokomotivparade zwischen Saint-Louis und Basel SBB gehörten.
1998 und 1999 wurde ein neues Stellwerksgebäude im Auftrag der SBB errichtet. Die Architekten dieses markanten Baues waren Herzog & de Meuron. Von diesem Gebäude aus wurde bis Sommer 2015 der gesamte Eisenbahnbetrieb der SBB in Basel sowie auf den Strecken bis Laufen, Sissach, Laufenburg und Brugg überwacht und ferngesteuert. Mit der Inbetriebnahme der Betriebszentrale Mitte in Olten wurde die Fernsteuerung des Betriebs dorthin verlegt. Im Gebäude selber befindet sich aber weiterhin die eigentliche Stellwerkstechnik für den Bahnhof Basel SBB.
Im Jahr 2003 konnte die neue Passerelle der Architekten Cruz y Ortiz Arquitectos eröffnet werden, die am westlichen Ende der Bahnsteighalle von der Schalterhalle über die Gleise bis ins Quartier Gundeldingen die Bahnsteige miteinander verbindet. Diese Fussgängerpassage ist ein Teil des neuen kommerziellen Konzeptes «RailCity» der SBB. Mit dem Bau der Passerelle wurden das RailCenter und die Bahnauskunft von der Schalterhalle in die ehemalige Gepäckhalle verlegt. Der Schalterpavillon des Kundendienstes in der Schalterhalle von 1987 konnte daraufhin entfernt werden, und seither kann die ausgeräumte Halle ihren weiten Raumeindruck voll entfalten. Die Passerelle mit Einkaufsmöglichkeiten hat eine Länge von 185 Metern, ist 30 Meter breit und ersetzt die Unterführung. Der alte Tunnel wird heute hauptsächlich für betriebliche und logistische Zwecke benutzt. Seit 2020 kann er in den Hauptverkehrszeiten von den Gleisen 5 bis 12 wieder als direkter Bahnhofsausgang genutzt werden. Durch ein digitales Leitsystem ist der Zugang immer nur im Einbahnverkehr und von einem Perron aufs Mal möglich.
Zwischen 2017 und 2023 wurde die Perronhalle renoviert. Korrosionsschutz und Dacheindeckung wurden erneuert; die Publikumsanlagen erhielten eine neue Beleuchtung, ein verbessertes Lautsprechersystem, digitale Perronanzeigen und neue Uhren.

## Verbindungen
Täglich verlassen den Bahnhof SBB heute rund 465 Züge, und etwa gleich viele Züge kommen im Bahnhof an. Im Schnitt knapp alle 90 Sekunden verlässt oder erreicht ein Personenzug den Bahnhof. Hinzu kommen noch Güterzüge auf den Durchfahrtsgleisen sowie Postzüge bei der Ein- und Ausfahrt in den unterirdischen Postbahnhof.

### Fernverkehr

#### Nationaler Fernverkehr
Mehrmals stündlich verkehren InterCity-Züge nach Zürich Hauptbahnhof, Olten und Bern. Mindestens stündlich werden Zürich–Chur, Olten–Luzern–Bellinzona–Lugano, Olten–Bern–Interlaken/Visp–Brig und Delsberg–Biel erreicht.
- 3 Basel SBB – Zürich HB – Chur   BZ FS RZ, ( oder )
- 6 Basel SBB – Bern – Brig ( oder ) ( oder FZ) BZ FS RZ
- 21 Basel SBB – Luzern – Lugano  FZ BZ FS RZ , im Sommer zusätzlich
- 51 Basel SBB – Delémont – Biel/Bienne  TT FZ BZ FS RZ , im Sommer zusätzlich 
  - Der IC51 verkehrt bis zum 28. September 2025 nicht zwischen Laufen BL und Basel SBB. Grund ist eine Totalsperre zwischen Laufen und Aesch BL für den Doppelspurausbau Duggingen-Grellingen.[13]
- 61 Basel SBB – Bern – Interlaken Ost ( oder ) ( oder FZ) BZ FS RZ
- 26 Basel SBB – Luzern –  Göschenen – Locarno  FS  (Treno Gottardo)
- 27 Basel SBB – Olten – Luzern
- 36 Basel SBB – Brugg AG – Zürich HB (– Zürich Flughafen)
- 37 Basel SBB – Aarau – Zürich HB
- 36 Basel SBB – Frick – Brugg – Baden – Zürich HB (ein abendliches Zugpaar am Wochenende)

#### Internationaler Fernverkehr

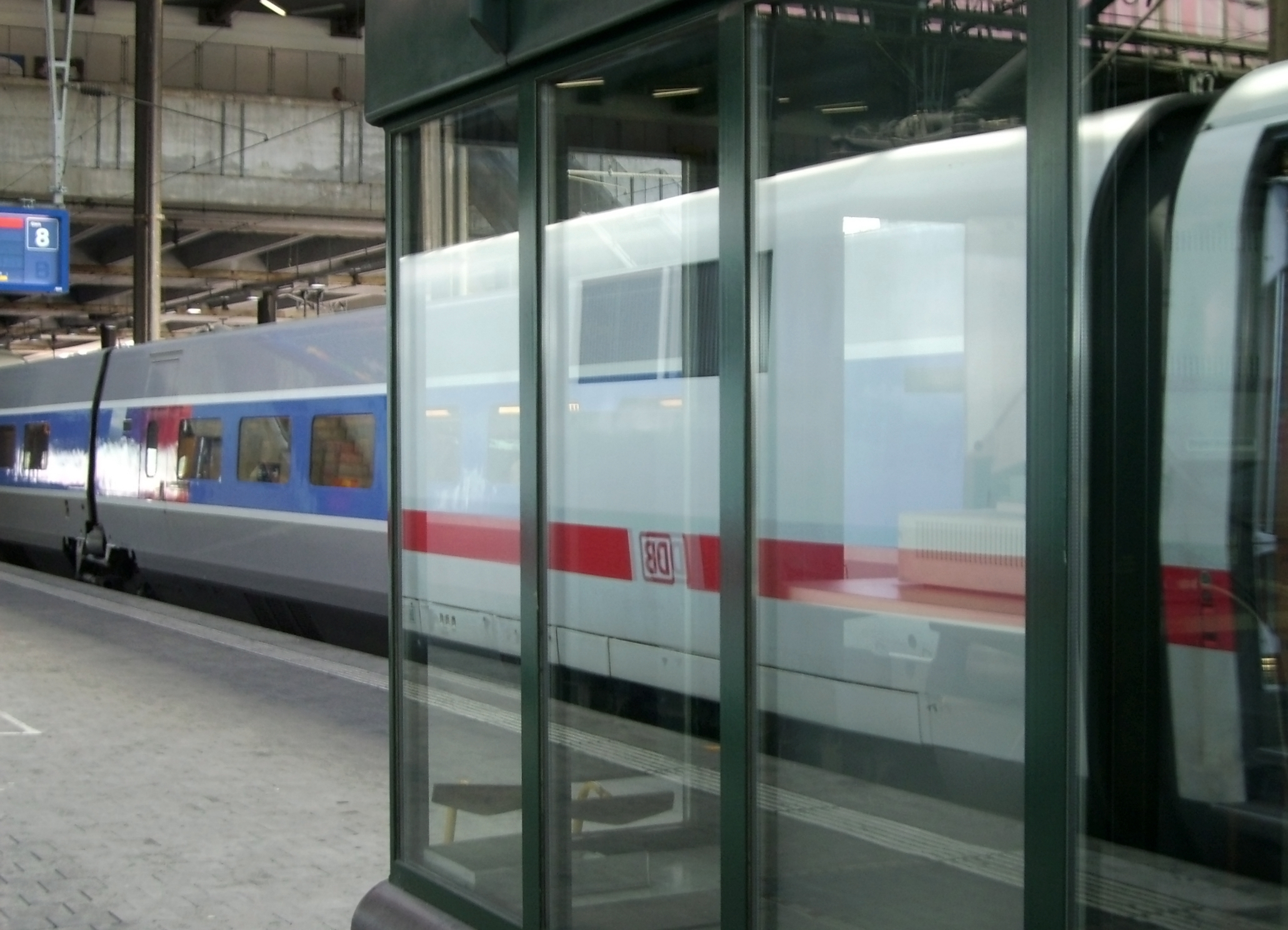
In Basel SBB fahren sowohl ICE- als auch TGV-Züge

Stündlich verkehren ab Basel SBB ICE, die alternierend in Richtung Berlin, Hamburg, Köln und andere deutsche Städte fahren. Die deutschen Städte Duisburg und Düsseldorf werden von Zügen in Fahrtrichtung Hamburg angefahren. Einzelne deutsche InterCity- und InterCityExpress-Züge am Tag werden zusätzlich zu den regulären Verbindungen nach Basel SBB verlängert, so zum Beispiel der IC «Baden-Kurier». Mehrmals täglich verkehren EuroCity-Züge nach Milano und TGV nach Paris. Die direkte Verbindung nach Luxemburg und Brüssel wurde 2016 eingestellt. Die direkte Verbindung nach Innsbruck und Wien wurde 2010 eingestellt. Im Dezember 2018 wurde ebenfalls die direkte TGV-Verbindung nach Marseille (ab Basel SNCF) eingestellt.
Züge, die aus dem Ausland in die Schweiz weiter fahren, werden im innerschweizerischen Abschnitt normalerweise in der Takt-Fahrplanlage der entsprechenden InterCity-Linie geführt. Die ICE von Hamburg/Kiel nach Chur verkehren so zum Beispiel in der Schweiz quasi als 3.
- (Interlaken Ost –) Basel SBB – Braunschweig – Berlin
- Chur – Zürich HB – Basel SBB – Frankfurt – Hamburg-Altona/Kiel
- Basel SBB – Frankfurt Flughafen – Dortmund (– Hannover)
- Basel SBB – Frankfurt Flughafen – Köln – Amsterdam
- Basel SBB – Karlsruhe – Stuttgart – München  (ICE Baden-Kurier)
- Zürich HB – Basel SBB – Mulhouse – Belfort-Montbéliard TGV / Dijon – Paris Gare de Lyon   (TGV Lyria)
- Basel SBB – Bern – Brig – Milano Centrale   TT
- Basel SBB – Luzern – Bellinzona – Milano Centrale   teilweise zusätzlich TT
- Frankfurt – Basel SBB – (→ Bellinzona / ← Brig) – Milano Centrale   TT
- Interlaken Ost/Zürich HB – Basel SBB – Frankfurt am Main – Köln – Hamburg-Altona

Ausserdem fahren ab Basel SBB (Meret-Oppenheim-Strasse) Fernbusse zu Zielen in ganz Europa.

#### Internationale Nachtzüge
Früher gab es unter anderem Nachtverbindungen nach Kopenhagen (bis 1. November 2014), Prag (bis 11. Dezember 2016) und Rom (bis 13. Dezember 2009).
Die längste Direktverbindung bestand mit direkten Wagen von Madrid über Genf und Basel nach Moskau bis in die 1990er Jahre, ab 2010 verkürzt als Basel – Moskau-Belorusskaja wieder im Zugsangebot. Schliesslich wurde die Verbindung am 13. Dezember 2013 erneut eingestellt.
Nach dem Ende der CNL-Züge im Dezember 2016 existierte eine direkte Nachtzugverbindung nur noch mit Berlin und Hamburg. Diese war als einzige von ÖBB-Personenverkehr übernommen und ins Nightjet-Netz eingegliedert worden. Zum Fahrplanwechsel 2021 wurde die Verbindung Zürich – Amsterdam von den SBB unter der Nightjet-Marke der ÖBB wieder eingeführt, zum Fahrplanwechsel 2022 die Verbindungen Zürich – Berlin/Hamburg auf zwei Züge verteilt und Kurswagen nach Prag eingeführt.
Alle Züge führen auch Sitzwagen mit, die nach dem deutschen InterCity-Tarif genutzt werden können.
- Zürich HB – Basel SBB – Frankfurt Hbf – Leipzig – Halle – Berlin (mit EuroNight- und EuroCity-Kurswagen Canopus nach Prag)     (Nightjet/InterCity)
- Zürich HB – Basel SBB – Heidelberg – Göttingen – Bremen – Hamburg      (Nightjet/InterCity)
- Zürich HB – Basel SBB – Köln – Utrecht – Amsterdam     (Nightjet/InterCity)

### Regionalverkehr

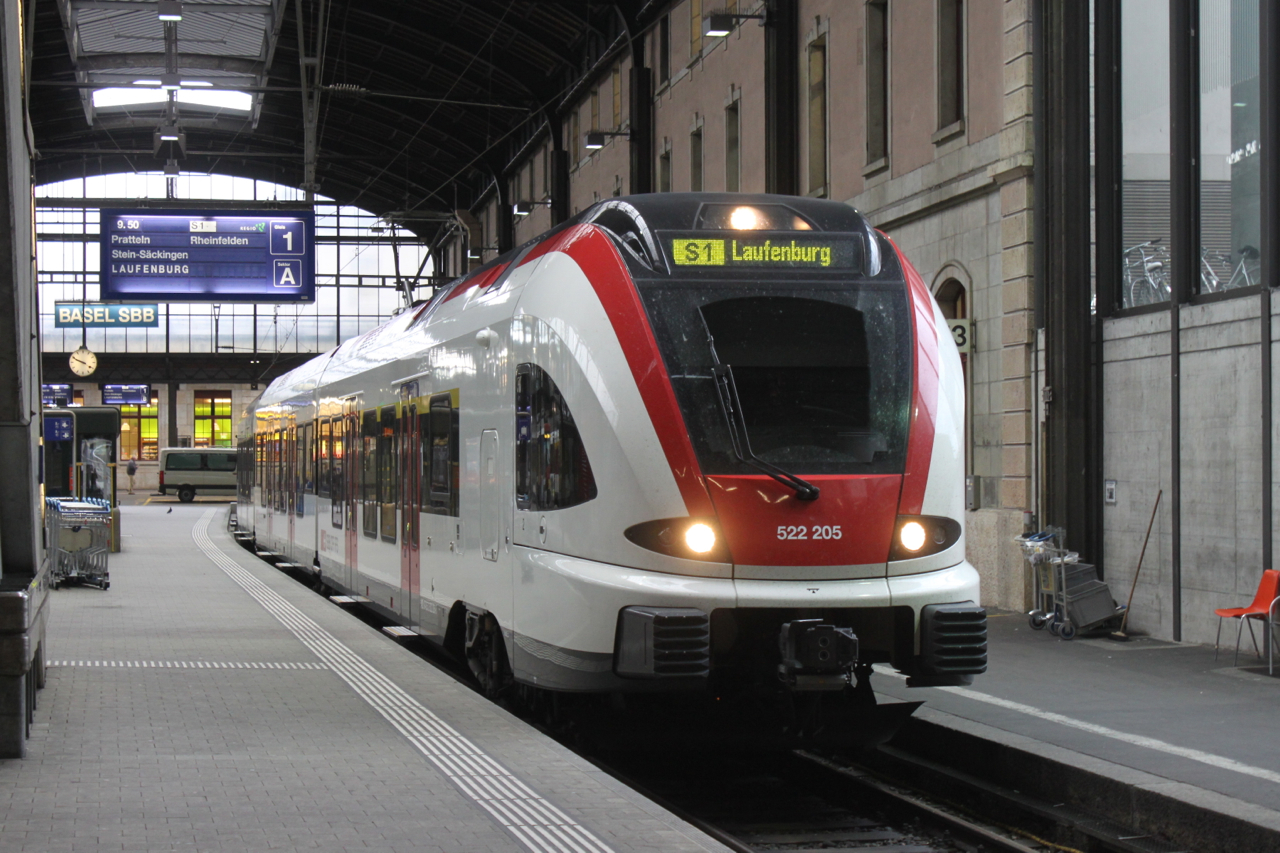
Linie S1 der S-Bahn Basel nach Laufenburg

Als Grenzbahnhof ist auch der Regionalverkehr nach Deutschland, Frankreich und der Schweiz ausgerichtet. Das Netz der S-Bahn Basel reicht von Frick/Laufenburg im Osten, Olten im Süden, Porrentruy im Westen bis nach Mulhouse im Nordwesten und Zell im Wiesental im Nordosten.
- S 1 Basel SBB – Rheinfelden – Stein-Säckingen – Frick / Laufenburg (SBB)
- S 3 Porrentruy – Delémont – Laufen – Basel Dreispitz – Basel SBB – Liestal – Sissach – Olten (SBB)
- S 6 Basel SBB – Basel Bad Bf – Riehen – Lörrach Hbf – Steinen – Schopfheim – Zell (Wiesental) (SBB GmbH)
- TER Mulhouse – Saint-Louis – Basel St. Johann – Basel SNCF (SNCF Voyageurs)
- TER Basel SNCF – Mulhouse – Colmar – Sélestat – Strasbourg (TER200 SNCF Voyageurs)
- RE 7 (Basel SBB –) Basel Bad Bf – Müllheim (Baden) – Freiburg (Breisgau) Hbf – Offenburg (– Karlsruhe Hbf) (Regional-Express DB Regio)
- RB 27 (Basel SBB –) Basel Bad Bf – Müllheim (Baden) – Freiburg (Breisgau) Hbf – Offenburg (Regionalbahn DB Regio)

Die Tarifzone 8 des deutschen RVL schliesst den Bahnhof Basel SBB mit ein, daher befindet sich am Ende von Kopfgleis 2 ein Billettautomat ausschliesslich zum Verkauf von RVL-Verbundfahrscheinen sowie Monatskarten des RVF und WTV. Ebenso liegt der Bahnhof Basel SBB im Geltungsbereich des Deutschlandtarifs und ist daher mit entsprechenden Tarifangeboten wie z. B. dem Deutschlandticket erreichbar.

### Stadtverkehr
Der Bahnhof Basel SBB ist gut ins Tram- und Busnetz der Stadt Basel und deren Agglomeration eingebunden. Vom Bahnhof erreicht man per Tram in 5–10 Minuten die Innenstadt. Die Uni, die Spitäler, die Messe sowie der Flughafen können per Bus erreicht werden. Die wichtigste Tram- und Bushaltestelle am Bahnhof befindet sich auf dem Centralbahnplatz und heisst Bahnhof SBB. Explizit als Bahnhofshaltestelle ausgewiesen ist sonst nur noch die Tramhaltestelle Bahnhofeingang Gundeldingen auf der Bahnhofsrückseite. Auch in Fussdistanz zum Bahnhof befinden sich die Haltestellen Markthalle (Bahnhof SNCF und Gleise 14–17), IWB (Gleise 14–17) und Frobenstrasse (Bahnhofeingang Gundeldingen).

#### Tram

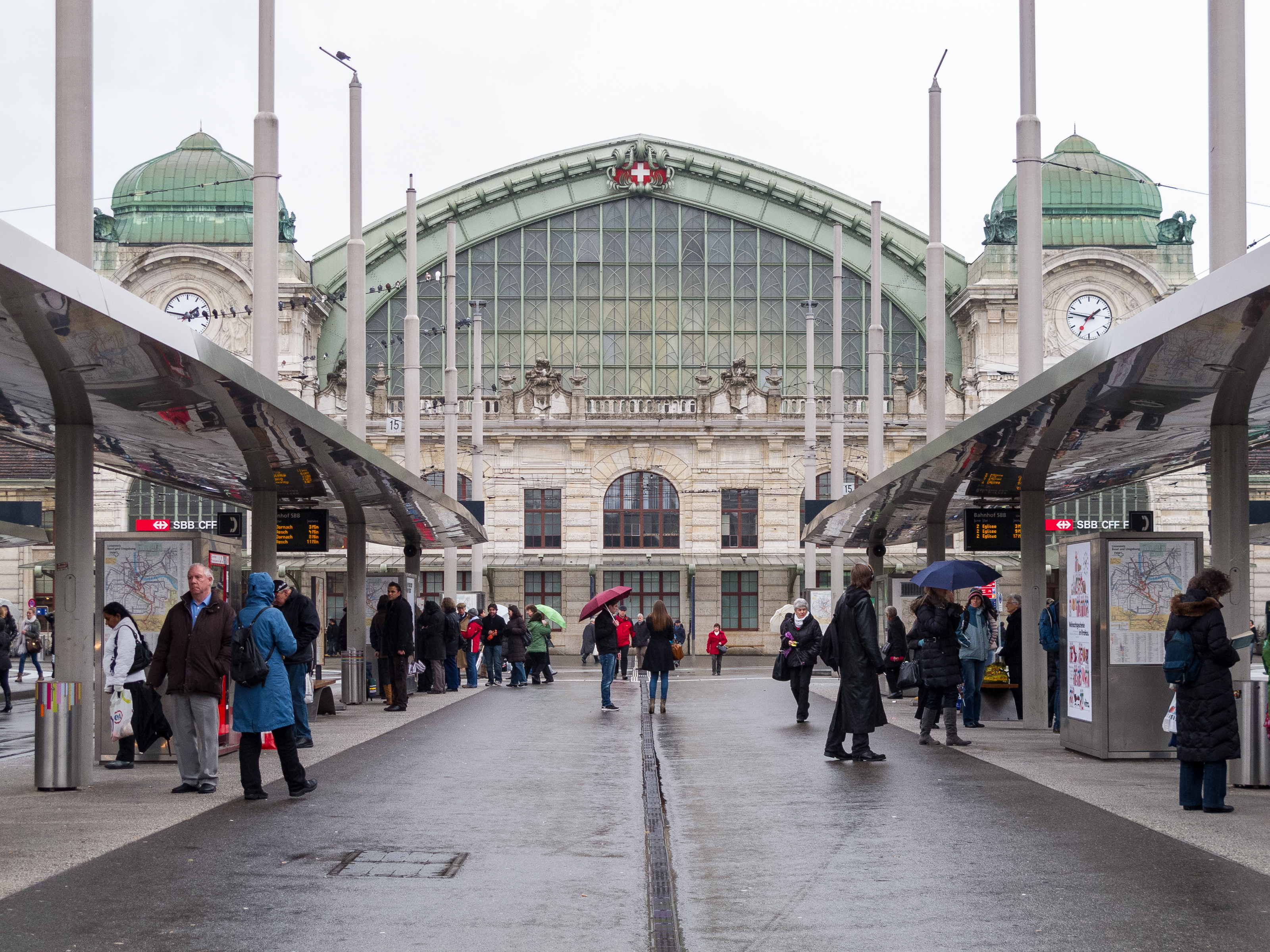
Bus- und Tramstation vor dem Bahnhof SBB

Von den BVB und der BLT betriebene Tramlinien:
- 1 Dreirosenbrücke – Bahnhof St. Johann – Kannenfeldplatz – Schützenhaus – Bahnhof SBB (– Kunstmuseum – Messeplatz – Badischer Bahnhof)
- 2 Binningen Kronenplatz – Margarethen – Bahnhof SBB – Kunstmuseum – Messeplatz – Badischer Bahnhof – Eglisee (– Fondation Beyeler)
- 8 Neuweilerstrasse – Schützenhaus – Bahnhof SBB – Aeschenplatz – Barfüsserplatz – Schifflände – Claraplatz – Feldbergstrasse – Kleinhüningen – Weil am Rhein Bahnhof/Zentrum (D)
- 10 Dornach Bahnhof – Basel Dreispitz – Bahnhof SBB – Aeschenplatz – Theater – Zoo – Ettingen – Flüh (– Leymen (F) – Rodersdorf)
- 11 Aesch Dorf – Basel Dreispitz – Bahnhof SBB – Aeschenplatz – Schifflände – Voltaplatz – St. Louis Grenze
- E11 Reinach Süd – Basel Dreispitz – Bahnhofeingang Gundeldingen – Theater – Aeschenplatz – Bahnhof SBB – Dreispitz – Reinach Süd (nur Hauptverkehrszeit)
- 16 Bruderholz – Jakobsberg – Heiliggeistkirche – Bahnhofeingang Gundeldingen – Heuwaage – Barfüsserplatz – Schifflände

#### Bus
Von den BVB betriebene Buslinien:

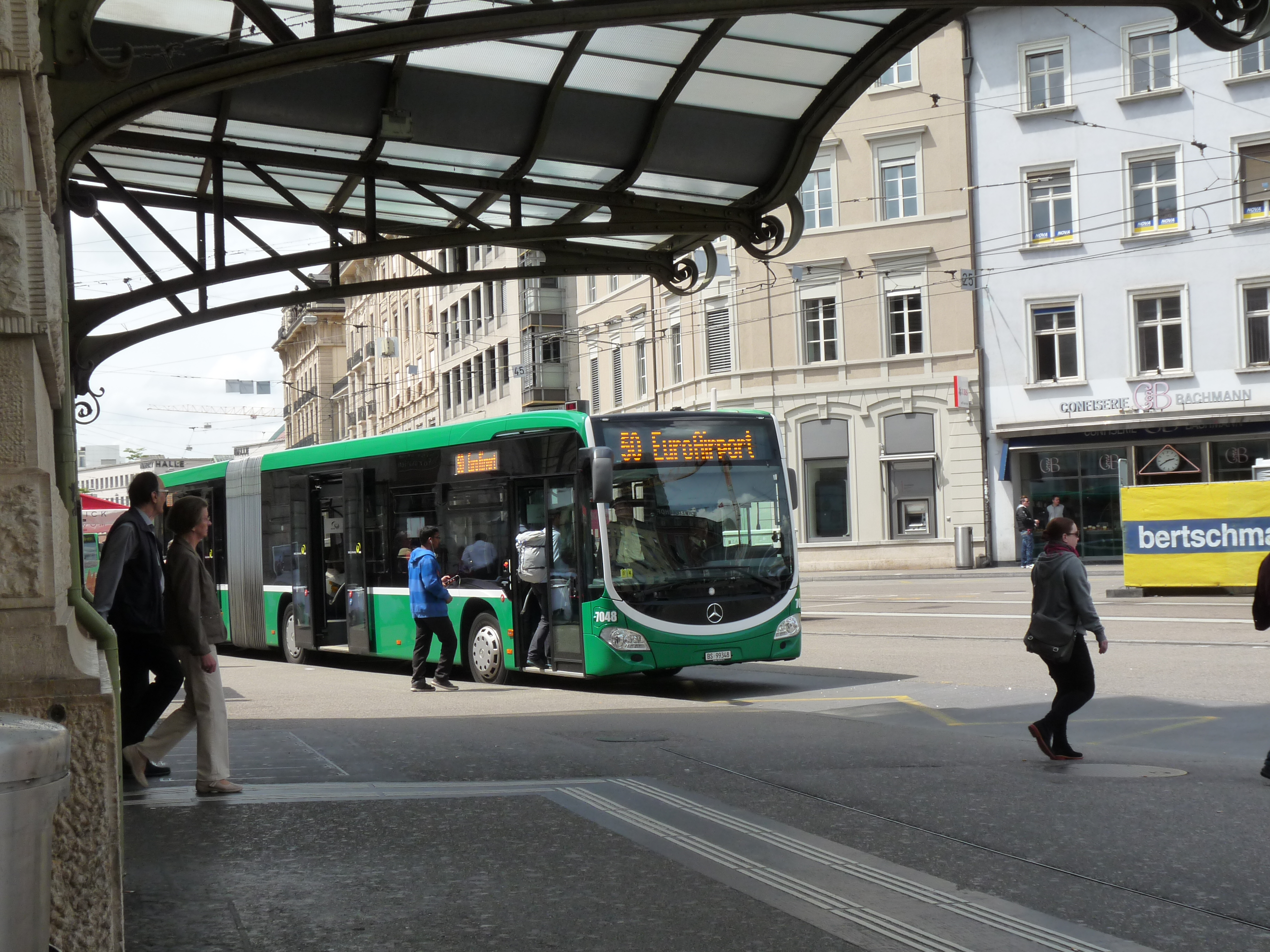
Buslinie 50 zum EuroAirport

- 30 Bahnhof SBB – Spalentor – UKBB – Feldbergstrasse – Badischer Bahnhof
- 30E Bahnhof SBB – Spalentor – UKBB (nur Hauptverkehrszeit)
- 42 Bahnhof SBB – Tinguely Museum – (Hoffmann La Roche –) Wettsteinallee – Bahnhof Niederholz – Bettingen Dorf
- 48 Bahnhof SBB – Schützenhaus – Gartenstrasse – Bachgraben (weiter als 38 nach Kannenfeldplatz – UKBB – Schifflände – Hoffmann La Roche – Wyhlen-Siedlung (D))
- 50 Bahnhof SBB – Brausebad – Kannenfeldplatz – EuroAirport

## Zukunft
Es wird aktiv an der Zukunft des Bahnknotens Basel gearbeitet. Mit verschiedenen Projekten soll das Bahnsystem in der Region Basel aufgewertet werden. Der Bahnhof Basel SBB ist dabei entsprechend seiner Position im Raum Basel zentral. Er stösst bereits heute an seine Kapazitätsgrenzen; dies sowohl bei den Bahn- als auch den Passagieranlagen. Mit den zahlreichen geplanten Ausbauten im Grossraum Dreiländereck (Durchmesserlinie Herzstück, diverse neue Haltestellen an bestehenden Strecken, Bahnanbindung für den EuroAirport, Elektrifizierung der Hochrheinbahn, Neuaufgleisung S-Bahn Basel trireno) wird diese Belastung weiter zunehmen.

### Bauliche Massnahmen
Zur Entlastung der Passerelle wurde die 2003 geschlossene Personenunterführung im August 2020 wieder für den Publikumsverkehr freigegeben. Zu den Hauptverkehrszeiten kann die Unterführung von jeweils einem Perron aus als Ausgang zum Centralbahnplatz genutzt werden. Bis Ende 2025 entsteht eine überdachte, rund 10 Meter breite provisorische Passerelle auf der Höhe der ehemaligen Zollanlagen. Um Platz für die Auf- und Abgänge zu schaffen und den französischen Bahnhof zu erschliessen, werden die heute durchgehenden Gleise 4 und 5 beim westlichen Ende des Elsässerbahnhofs zu Kopfgleisen mit Prellböcken umfunktioniert.
Auf der Gundeldingerseite des Bahnhofs wird südlich des letzten Durchfahrtsgleises 19 ein zusätzlicher Perron und ein neues Gleis 20 gebaut. Um für die Ausbauten Platz zu schaffen, werden unter anderem auch bestehende Perrons und Gleise verschoben und eine Stützmauer gebaut. So wird das heutige Perron Gleis 16/17 umgebaut und wird nach dem Ende der Bauarbeiten mit seiner südlichen Perronkante am heutigen Durchfahrtsgleis 18 liegen. Die Bauarbeiten dazu haben im Frühjahr 2023 begonnen. Das neue Gleis 19/20 wurde am 15. April 2024 eröffnet. Es wird vorübergehend von der S3 nach Olten, Laufen & Porrentruy, der S-Bahn nach Laufen/Delémont sowie vom IC51 nach Laufen-Biel/Bienne bedient. Dies bis der Doppelspurausbau im Laufental fertiggestellt ist. Wie das Gleis 19/20 anschliessend benutzt wird, ist momentan noch unbekannt.
Im Juni 2021 wurde vom BAV und den Kantonen Basel-Stadt und Baselland der Stossrichtungsentscheid zum Bahnknoten Basel veröffentlicht. Darin wird die Option einer unterirdischen Erweiterung der Bahnanlagen und direkten Anschlusses an das Herzstück wieder ins Spiel gebracht, nach dem dies im Synthesebericht 2017 verworfen worden war. Eine Vorstudie der Schweizerischen Bundesbahnen und des deutschen Bundeseisenbahnvermögens soll diese Möglichkeit nun neu beleuchten.
Ende 2022 gaben die SBB bekannt, die Gleise des Bahnhofs von einer neuen 15 Meter breiten Fussgängerbrücke neben der Margarethenbrücke erschliessen zu wollen. Damit soll an dieser Stelle ein neuer Tramknoten entstehen und den Centralbahnplatz entlasten. Um dies zu ermöglichen, müssen die Bahnsteige 4 bis 12 nach Westen verlängert und die Gleisgeometrien angepasst werden. Aus diesem Grund soll der Bahnhof SNCF zurückgebaut und der französische Verkehr mit mehrstromfähigen Fahrzeugen in den Bahnhof SBB integriert werden. Baubeginn ist frühstens 2031, die Inbetriebnahme ist ab 2037 vorstellbar. Die provisorische Passerelle soll danach vorerst weitergenutzt werden. Später soll sie durch eine weitere definitive Gleisquerung ersetzt werden. Deren Finanzierung ist im Ausbauschritt 2035 des Bundes vorgesehen, die genaue Planung soll aber in Abstimmung mit der unterirdischen Erweiterung im Rahmen des Projekts Herzstück erfolgen. Genaueres ist noch nicht bekannt.
Die Margarethenbrücke musste wegen stark verschlechterter Statik und Einsturzgefahr vom 1. Juli 2023 bis 10. März 2024 für Tram-, Bus- und Schwerverkehr gesperrt werden; der Individualverkehr ist davon nicht betroffen.

### Geplante Verbindungen

#### Regionalverkehr
Die trinationale S-Bahn Basel trireno soll neu aufgegleist werden. Mit dem Ausbau des Bahnknotens Basel öffnen sich Möglichkeiten, um neue Verbindungen herzustellen. Bereits ab Dezember 2025 soll die S-Bahn zwischen Basel und Liestal im Viertelstundentakt verkehren. Bis 2030 soll die S-Bahn-Linie laut Zielbild 2030 dann über den EuroAirport nach Mulhouse verlängert werden.
- S 2  Liestal – Pratteln – Basel SBB (– EuroAirport – Sierentz – Mulhouse)

Bis 2030 folgen die Verdichtungen des S-Bahn-Angebots zwischen Basel SBB und Aesch (Viertelstundentakt) und zwischen Basel SBB und dem EuroAirport (6 Züge pro Stunde und Richtung). Dadurch können die S-Bahn-Linien neu verknüpft und zwischen Frankreich und der Schweiz neue S-Bahn-Direktverbindungen eingeführt werden. Zwischen Basel Bad Bf und Lörrach Hbf ist ebenfalls eine Taktverdichtung geplant. Zusammenfassend sind im Horizont 2030 folgende S-Bahn-Linien ab und über Basel SBB vorgesehen:
- S 1  Frick/Laufenburg – Stein-Säckingen – Rheinfelden – Basel SBB
- S 2  Liestal – Basel SBB – EuroAirport – Mulhouse
- S 3  Zofingen – Olten – Liestal – Basel SBB – Aesch
- S 4  EuroAirport – Basel SBB – Laufen
- S 40  (Basel SBB –) Basel Bad Bf – Müllheim (Baden) – Freiburg (Breisgau) Hbf
- S 6  Basel SBB – Basel Bad Bf – Lörrach Hbf – Zell im Wiesental

Die bisher längste S-Bahn-Linie S 3  wird aufgetrennt, und die trinationale S-Bahn Basel soll nicht mehr über Laufen hinaus bis in den Kanton Jura fahren.
Im Horizont 2030 sind folgende Verbindungen ab Basel SBB im erweiterten Schienenpersonennahverkehr vorgesehen:
- RE Basel SBB – Basel Bad Bf – Müllheim (Baden) – Freiburg (Breisgau) Hbf – Offenburg – Karlsruhe Hbf
- TER Strassburg – Sélestat – Colmar – Mulhouse – EuroAirport – Basel SBB

#### Nationaler Fernverkehr
Auch im Fernverkehr sollen die Takte erhöht werden. So soll z. B. im Dezember 2025 zwischen Basel SBB und Biel/Bienne im Rahmen des Doppelspurausbaus zwischen Duggingen-Grellingen, der Halbstundentakt eingeführt werden. Die Taktverdichtung wird durch eine neue InterRegio-Linie  56 hergestellt, diese Linie soll von der BLS mit dafür neubeschafften MIKA-Züge in Fernverkehrsausführung betrieben werden und von Basel über Laufen, Delémont, Moutier, Grenchen Nord nach Biel geführt werden. Ausserdem soll der 51 wieder nach Lausanne durchgebunden werden.
- 51 Basel SBB – Delémont – Biel/Bienne – Lausanne (SBB)
- 56 Basel SBB – Delémont – Biel/Bienne (BLS)

Die InterRegio-Verbindungen nach Luzern (26 und 27) sollen eingestellt werden, Basel und Luzern sollen entsprechend nur noch durch die Linie 21 verbunden sein. Alle Linien nach Zürich (36, 37 und 3) sollen dafür im Halbstundentakt verkehren.

#### Stadtverkehr
Auch das Tramnetz Basel soll aus- und umgebaut werden, um in Zukunft zuverlässiger, stabiler und flexibler zu sein.
Mitte 2022 wurde an der Tramhaltestelle Bahnhof SBB ein neues Verbindungsgleis gebaut, um die gefährliche Kreuzungssituation mit Fussgängern vor dem Bahnhofeingang zu entschärfen.
Im Leitbild für das Jahr 2030 soll die Haltestelle Bahnhof SBB grossteils von den gleichen Tramlinien bedient werden, diese sollen allerdings leicht geänderte Routen haben. Zusätzlich sollen die Margarethenbrücke und der Markthallenplatz als Knotenpunkt ausgebaut werden und direkten Zugang zum Bahnhof erhalten. (Noch nicht bestehende Abschnitte in Klammern)
- 1 Bahnhof St. Johann – Kannenfeldplatz – Schützenhaus – Markthalle – Bahnhof SBB – Kunstmuseum – Wettsteinplatz – Claraplatz – Dreirosenbrücke – Wiesenplatz
- 2 Binningen Kronenplatz – Margarethen – Markthalle – Bahnhof SBB – Kunstmuseum – Messeplatz – Badischer Bahnhof – Eglisee
- 8 (Allschwil Gartenhof) – Neubad – Schützenhaus – Markthalle – Bahnhof SBB – Aeschenplatz – Barfüsserplatz – Schifflände – Claraplatz – Feldbergstrasse – Kleinhüningen – Weil am Rhein (D) – (Läublinpark)
- 10 Dornach Bahnhof – Arlesheim Dorf – Münchenstein Dorf – Neue Welt – Dreispitz – Bahnhof SBB – Aeschenplatz – Theater – Zoo – Binningen Schloss – Bottmingen – Therwil – Ettingen
- 11 Aesch Dorf – Reinach Dorf – Gartenstadt Münchenstein – Dreispitz – Bahnhof SBB – Aeschenplatz – Barfüsserplatz – Schifflände – Voltaplatz – St. Louis Grenze
- E11 nur Hauptverkehrszeit Reinach Süd – Gartenstadt – Dreispitz – Bahnhofeingang Gundeldingen – Markthalle – Heuwaage – Barfüsserplatz – Universität – Universitätsspital – Voltaplatz – Bahnhof St. Johann
- 16 Bruderholz – Jakobsberg – Heiliggeistkirche – Bahnhofeingang Gundeldingen – Markthalle – Heuwaage – Barfüsserplatz – Universität – Universitätsspital – Schifflände
- 17 Badischer Bahnhof – Messeplatz – Wettsteinplatz – Kunstmuseum – Bahnhof SBB – Markthalle – Binningen Schloss – Bottmingen – Therwil – Ettingen – Witterswil – Bättwil – Flüh – Leymen (F) – Rodersdorf

Im Bericht des baselstädtischen Grossen Rates wird ausserdem die Möglichkeit aufgebracht, die Linie 11 über die Grenze nach Huningue zu verlängern und die Linie E11 als Linie 12 ganztägig und nicht nur in den Hauptverkehrszeiten fahren zu lassen.
- 11 Aesch – Reinach – Gartenstadt – Dreispitz – Bahnhof SBB – Aeschenplatz – Barfüsserplatz – Schifflände – Universitätsspital – Voltaplatz – St-Louis Grenze – (Huningue Frontière (F) – Tivoli/3Land-Brücke)
- 12 Reinach Süd – Gartenstadt – Dreispitz – Bahnhofeingang Gundeldingen – Markthalle – Heuwaage – Barfüsserplatz – Universität – Universitätsspital – Voltaplatz – Bahnhof St. Johann

Die überlastete Buslinie 30 soll in der weiteren Zukunft ausserdem in mehreren Schritten durch eine Tramlinie ersetzt werden, dafür sind jedoch zahlreiche Infrastrukturmassnahmen nötig.
Von einer Neuausrichtung der Buslinie 50 zum EuroAirport kann nach dem Bau des Flughafenbahnhofs ausgegangen werden.